# Trey Songz
Tremaine Aldon Neverson, född 28 november 1984 i Petersburg i Virginia, mer känd under sitt artistnamn Trey Songz, är en amerikansk sångare, producent och skådespelare.

## Diskografi

### Studioalbum
- 2005 – I Gotta Make It
- 2005 – Bubble Music
- 2007 – Trey Day
- 2009 – Ready
- 2010 – Passion, Pain & Pleasure
- 2011 – Inevitable
- 2012 – Chapter V
- 2014 – Trigga

### Mixtapes
- Genesis
- In My Mind
- Anticipation
- #LemmeHolDatBeat
- Anticioation 2
- #LemmeHolDatBeat2

### Singlar
- 2005 – "Gotta Make It (Featuring Twista)"
- 2005 – "Gotta Go"
- 2007 – "Wonder woman"
- 2007 – "Keep Me Warm (On Christmas)"
- 2007 – "Can't Help But Wait"
- 2008 − "Last Time"
- 2009 – "I Need A Girl"
- 2009 − I Invented Sex
- 2009 – One Love
- 2010 − Say Aah feat. Fabolous
- 2010 − Neighbors Know My Name
- 2010 − Already Taken
- 2010 − Can't Be Friends
- 2010 – "Bottoms Up" feat. Nicki Minaj
- 2011 − Love Faces
- 2011 – "What I Be On" feat. Fabolous
- 2011 − Unusual feat. Drake
- 2011 − Sex Ain't Better Than Love
- 2012 – "Heart Attack"
- 2012 − 2 Reasons feat. T.I.
- 2012 – "Dive In"
- 2012 – "Simply Amazing"
- 2012 – "Never Again"
- 2014 − Na Na
- 2014 − Smartphones
- 2014 − Foreign
- 2014 −What's Best For You
- 2015 − Slow Motion

## Filmografi

### Filmer
- Queen of Media (2008)
- Preacher's Kid (2010)
- When I Was 17 (2010) (Dokumentär)
- Trey Songz: My Moment (2010) (Dokumentär)
- Texas Chainsaw 3D (2013)
- Baggage Claim (2013)

### TV-serier
- Lincoln Heights (2009) (avsnitt: "Relative Unknown")
- Total Divas (2014) (avsnitt: "The House Sitters")